# Katarzyna Schier
Katarzyna Schier (ur. 10 grudnia 1958) – polska psycholożka, profesor, doktor habilitowana, wieloletnia pracowniczka naukowa Wydziału Psychologii Uniwersytetu Warszawskiego, członkini Katedry Psychologii Klinicznej Dziecka i Rodziny. Zajmuje się zaburzeniami psychosomatycznymi, problematyką Ja cielesnego i obrazu własnego ciała oraz ukrytymi formami przemocy w rodzinie.

## Kariera naukowa
Studia wyższe ukończyła w 1983 na Wydziale Psychologii Uniwersytetu Warszawskiego i z tą uczelnią związała swoją karierę.
W 1997 uzyskała stopień doktora nauk humanistycznych w zakresie psychologii ze specjalnością psychologia kliniczna dziecka. Promotorem pracy doktorskiej była Marina Zalewska.
Na tym samym wydziale w 2005 uzyskała stopień doktora habilitowanego za rozprawę pt. Bez tchu i bez słowa. Więź psychiczna i regulacja emocji u osób chorych na astmę oskrzelową.
Od 2007 została profesor nadzwyczajną na Wydziale Psychologii UW. W 2014 uzyskała tytuł profesora, a w 2016 mianowanie na stanowisko profesor zwyczajnej Uniwersytetu Warszawskiego.

## Współpraca międzynarodowa
Współpracuje z Niemieckim Towarzystwem Psychoanalitycznym (DPV) i Międzynarodowym Towarzystwem Psychoanalitycznym (IPA). W 2000 była zaproszonym profesorem (visiting professor) na Wydziale Psychologii Uniwersytetu w Wiedniu, a w 2009 na Wydziale Medycznym Uniwersytetu w Moguncji.

## Nagrody
- 2000, 2001, 2002, 2005, 2006 – nagrody Rektora Uniwersytetu Warszawskiego za publikacje
- 2008 – nagroda zespołowa Ministra Nauki i Szkolnictwa Wyższego za osiągnięcia naukowe
- 2009 – nagroda Rektora UW za autorstwo książki „Piękne brzydactwo. Psychologiczna problematyka obrazu ciała i jego zaburzeń”
- 2010 – nagroda Rektora UW za redakcję i współautorstwo książki „Zapisane w ciele. Związek ciało – psychika u dzieci i rodziców” oraz za współautorstwo książki „Bliskość w rodzinie. Więzi w dzieciństwie a zaburzenia w dorosłości”[4]
- 2014 – nagroda Indywidualna III stopnia Rektora Uniwersytetu Warszawskiego za działalność naukową. Monografia: Dorosłe dzieci. Psychologiczna problematyka odwrócenia ról w rodzinie
- 2015 – nagroda Indywidualna III stopnia Rektora Uniwersytetu Warszawskiego za działalność publikacyjną
- 2022 – nagroda zespołową Ministra do spraw szkolnictwa wyższego i nauki w zakresie działalności dydaktycznej za podręcznik „Psychologia kliniczna dzieci i młodzieży” – autorka rozdziału

## Wybrane publikacje
- Schier, K. (2000). Terapia psychoanalityczna dzieci i młodzieży: przeniesienie. Warszawa: Pracownia Testów Psychologicznych Polskiego Towarzystwa Psychologicznego.
- Schier, K. (2001). The Prenatal trauma in Families of Children with Anorexia Nervosa and Bronchial Asthma. International Journal of Prenatal and Perinatal Psychology and Medicine, 13, 3/4, 213–222.
- Schier, K. (2005). „Ein Streichholzjunge” Das Körperbild im Verlauf der psychoanalytischen Therapie eines an Neurodermitis und Asthma bronchiale leidenden Kleinkindes. Analytische Kinder- und Jugendlichen Psychotherapie, 2, 237–256.
- Schier, K. (2005). „Bez tchu i bez słowa”. Więź psychiczna i regulacja emocji u osób chorych na astmę oskrzelową. Gdańsk: Gdańskie Wydawnictwo Psychologiczne.
- Schier, K., Zalewska, M. (2006). Wydanie II, rozszerzone. Krewni i znajomi Edypa. Kliniczne studia dzieci i ich rodziców. Warszawa: Wydawnictwo Naukowe Scholar.
- Schier, K. (2007). Problemy etyczne w psychoterapii dzieci. W: A. I. Brzezińska, Z. Toeplitz (red.). Problemy etyczne w badaniach i interwencji psychologicznej wobec dzieci i młodzieży (s. 223–236). Warszawa: Wydawnictwo SWPS Academica.
- Schier, K. (2007). „Die Schneeköningin” – therapeutische Arbeit mi Eltern psychosomatisch kranker Kinder, Kinderanalyse, 1, 1–19.
- Schier, K. (2009). Piękne brzydactwo. Psychologiczna problematyka obrazu ciała i jego zaburzeń. Warszawa: Wydawnictwo Naukowe Scholar.
- Schier, K. (red.) (2009). Zapisane w ciele: Związek ciało – psychika u dzieci i rodziców. Warszawa: Wydawnictwo Emu.
- Schier, K., Egle, U. T., Nickel, M., Kappis, B., Herke, M., & Hardt, J. (2011). Parentifizierung in der Kindheit und psychische Störungen im Erwachsenenalter. Psychotherapie Psychosomatik Medizinische Psychologie, 61, 364–371.
- Schier, K. (2013). The consequences of the neglect of children’s developmental needs. The relationship of the siblings. Mellanrummet. Nordic Journal of Child and Adolescent Psychotherapy, 28,3–12.
- Pasternak, A., Schier, K. (2014). Życie bez dzieciństwa – parentyfikacja u kobiet z syndromem DDA, Psychiatria Polska, 48(3), 553–562.
- Schier, K., Herke, M., Nickel, R., Egle, U. T. & Hardt, J. (2015). Long-term sequelae of emotional parentification: A cross-validation study using sequences of regressions. Journal of Child and Family Studies, 24(5), 1307–1321[4].
- Schier, K. (2015). Dorosłe dzieci – Psychologiczna problematyka odwrócenia ról w rodzinie. Warszawa: Wydawnictwo Naukowe Scholar[5].
- Schier, K. (2016). Rollenumkehr in der Familie und die Störung des Körper-Ichs des Kindes. W: B. Traxl (red.), Körpersprache, Körperbild und Körper-Ich. Zur psychoanalytischen Therapie körpernaher Störungsbilder im Säuglings-, Kindes- und Jugendalter (105–129). Frankturt a.M.: Brandes & Apsel Verlag.
- Schier, K. (2016). Wenn die Eltern psychisch noch Kinder bleiben. Parentifizierung in der Familie und ihre Folgen. Die Rolle der psychoanalytischen Intervention. W: P. Bründl, M. Endres, S. Hauser (red.), Elternschaft: klinische und entwicklungspsychologische Perspektiven. Jahrbuch der Kinder- und Jugendlichen Psychotherapie. Bd. 5. (s. 33–48). Frankfurt a. M: Brandes & Apsel Verlag.
- Hardt, J., Schier, K., Beck, K., Laubach, W. (2017). Schule, Peergroup und Familie in Polen und Deutschland. Psychotherapeut, doi:10.1007/s00278-016-0155-7, 1–8.
- Topór-Pamuła, M., Schier, K. (2017). Związek między obrazem ciała u kobiet w pierwszej ciąży a reprezentacją relacji z rodzicem, partnerem i dzieckiem, Psychologia Rozwojowa, 22, 1, 59–75.
- Hardt, J., Kreutzberger, C., Schier, K., Laubach, W. (2018). Kindheitsbelastungen und Symptome der Sozialen Phobie und Agoraphobie im Erwachsenalter. Zeitschrift für Psychosomatische Medizin und Psychotherapie, 64, 2, 144–157.
- Schier, K. (2018). Dziedziczone rany czy dziedziczone blizny? Transgeneracyjny przekaz traumy. W: M. Święcicka (red.), W relacji. Studia z psychologii klinicznej dziecka 30 lat później (s. 131–151). Warszawa: Wydawnictwo PARADYGMAT.
- Schier, K. (2020). Psychoterapia dzieci i młodzieży – podejście psychoanalityczne. W: I. Grzegorzewska, L. Cierpiałkowska, A. R. Borkowska (red.). Psychologia kliniczna dzieci i młodzieży (s. 831–850). Warszawa: Wydawnictwo Naukowe PWN.
- Schier, K. (2020) (red.), Samotne ciało. Doświadczanie cielesności przez dzieci i ich rodziców. Warszawa: Wydawnictwo Naukowe Scholar.
- Pasternak, A., Poraj-Weder, M., Schier, K. (2021). Polish Adaptation and Validation of the Revised Illness Perception Questionnaire (IPQ-R) in Cancer Patients, Frontiers in Psychology, 13 May 2021 https://doi.org/10.3389/fpsyg.2021.612609
- Schier, K. (2021). Samotność dziecka, którego rodzice się rozstali. W: A. Burnos, K. Bargiel-Matusiewicz, G. Katra, E. Pisula (red), Wybrane problemy psychologiczne współczesnej szkoły (s. 152–169). Warszawa: Wydawnictwo Naukowe Scholar.
- Schier, K. (2021). Rape is written down in the mind and in the body of the victim and her daughters and granddaughters. W: W. Rebecka Rape: A History of Shame. Diary of the Survivors (s. 10–15). Published in USA Rape: A History of Shame Project.
- Schier, K. (2021). Die Folgen der Vernachlässigung der Entwicklungsbedürfnisse der Kinder. Die Beziehung der Geschwister. W: Bründl, P., Hörter, K., Kudritzki, S., Schuber, I. (red.), Sitmmenvielfalt in den Spielräumen. Zugänge zur Kinder- und Jugendlichen-Psychoanalyse weltweit. Jahrbuch der Kinder und Jugendlichen-Psychoanalyse (s. 270–284). Frankfurt/M: Brandes & Apsel Verlag.
- Schier, Klimek (2022). Odrodzić się z traumy. Rozmowa Katarzyny Schier z Iloną Klimek. Znak, 09/2022 (nr 808), 32-39.
- Rzeszutek, M., Dragan, M., Lis-Turlejska, M., Schier, K., Holas, P., Drabarek, K., Van Hoy, A., Pięta, M., Poncyliusz, C., Michałowska, M., Wdowczyk, G., Borowska, N., Szumiał, Sz. (2023). Exposure to self-reported traumatic events and probable PTSD in a national sample of Poles: Why does Poland’s PTSD prevalence differ from other national estimates? PLOS ONE, Opublikowano: Lipiec, 10, 2023; https://doi.org/10.1371/journal.pone.0287854